# Låt rätten flyta fram såsom vatten (Snickars)
Låt rätten flyta fram såsom vatten är en psaltarpsalm med text från Amos 5:24 (omkväde) och Psaltaren 24 (verser). Musiken är komponerad 1978 av Britta Snickars.

## Publicerad i
- Psalmer och Sånger 1987 som nummer 756 under rubriken "Psaltarpsalmer och andra sånger ur bibeln".[1]